# 2011–2012-es női EHF-kupagyőztesek Európa-kupája
A 2011–2012-es női EHF-kupagyőztesek Európa-kupája az európai női kézilabda-klubcsapatok második legrangosabb kupasorozatának 36. kiírása volt. Ide azok a csapatok jutottak be, amelyek hazájuk bajnokságában a negyedik helyen végeztek.

## Lebonyolítás
A sorozat hét körből áll, a döntővel együtt. Az első körtől kezdődően a döntőig oda-visszavágós alapon zajlanak a küzdelmek.

## Első kör

### Részt vevő csapatok
| Klub                | Nemzetiség |
| ------------------- | ---------- |
| HC Garliava-SM      | LTU        |
| RK Žito Prilep      | MKD        |
| HC Initia Hasselt   | BEL        |
| ZRK Krka Novo Mesto | SLO        |

## Eredmények
| 1. csapat      | Össz. | 2. csapat           | 1. mérk. | 2. mérk. |
| -------------- | ----- | ------------------- | -------- | -------- |
| HC Garliava-SM | 49–59 | RK Žito Prilep      | 19–22    | 30–37    |
| Initia Hasselt | 45–68 | ZRK Krka Novo Mesto | 24–32    | 21–36    |

| 2011. szeptember 3. 13:00 | HC Garliava-SM | 19 – 22     | RK Žito Prilep | Garliava Nézőszám: 600 Játékvezetők: Malgorzata Gutowska, Urszula Gutowska (lengyelek) |
| 2011. szeptember 3. 13:00 | Butenaite 7    | (10 – 12)   | Klikovać 5     | Garliava Nézőszám: 600 Játékvezetők: Malgorzata Gutowska, Urszula Gutowska (lengyelek) |
| 2011. szeptember 3. 13:00 | 1× 2×          | Jegyzőkönyv | 9× 3×          | Garliava Nézőszám: 600 Játékvezetők: Malgorzata Gutowska, Urszula Gutowska (lengyelek) |

| 2011. szeptember 10. 19:00 | RK Žito Prilep        | 37 – 30     | HC Garliava-SM | Prilep Nézőszám: 1000 Játékvezetők: Markovska, Vutov (bolgárok) |
| 2011. szeptember 10. 19:00 | Klikovać, Pavićević 8 | (19 – 12)   | Mockeviciute 9 | Prilep Nézőszám: 1000 Játékvezetők: Markovska, Vutov (bolgárok) |
| 2011. szeptember 10. 19:00 | 5× 2×                 | Jegyzőkönyv | 4× 3×          | Prilep Nézőszám: 1000 Játékvezetők: Markovska, Vutov (bolgárok) |

| 2011. szeptember 3. 20:15 | Initia Hasselt | 24 – 32     | ZRK Krka Novo Mesto | Hasselt Nézőszám: 150 Játékvezetők: Kijauskaite, Zaliene (litvánok) |
| 2011. szeptember 3. 20:15 | Goossens 9     | (11 – 16)   | Drčar 7             | Hasselt Nézőszám: 150 Játékvezetők: Kijauskaite, Zaliene (litvánok) |
| 2011. szeptember 3. 20:15 | 4× 3×          | Jegyzőkönyv | 2× 3×               | Hasselt Nézőszám: 150 Játékvezetők: Kijauskaite, Zaliene (litvánok) |

| 2011. szeptember 10. 19:00 | ZRK Krka Novo Mesto | 36 – 21     | Initia Hasselt | Novo mesto Nézőszám: 250 Játékvezetők: Năstase, Stancu (románok) |
| 2011. szeptember 10. 19:00 | Ackar, Videnić 6    | (14 – 10)   | Goossens 9     | Novo mesto Nézőszám: 250 Játékvezetők: Năstase, Stancu (románok) |
| 2011. szeptember 10. 19:00 | 6× 2×               | Jegyzőkönyv | 4× 2×          | Novo mesto Nézőszám: 250 Játékvezetők: Năstase, Stancu (románok) |

## Második kör

### Részt vevő csapatok
| Klub                    | Nemzetiség |
| ----------------------- | ---------- |
| ASZ Ormí Lux Pátra      | GRE        |
| LK Zug Handball         | SUI        |
| Fram Reykjavík          | ISL        |
| Alcoa FKC               | HUN        |
| FTC-Rail Cargo Hungaria | HUN        |
| Union Korneuburg        | AUT        |
| HC Sassari              | ITA        |
| IUVENTA Michalovce      | SVK        |

| Klub                       | Nemzetiség |
| -------------------------- | ---------- |
| MizuWaAi Dalfsen           | NED        |
| OFN Ionias                 | GRE        |
| HRK Katarina Mostar        | BIH        |
| Toulon St-Cyr Var Handball | FRA        |
| ZRK Krka Novo Mesto        | SLO        |
| BM Mar Sagunto             | ESP        |
| Gil Eanes Lagos            | POR        |
| Westfriesland SEW          | NED        |

| Klub                  | Nemzetiség |
| --------------------- | ---------- |
| Madeira Andebol SAD   | POR        |
| Rosztov Don           | RUS        |
| HC Oţelul Galaţi      | ROM        |
| KHF Kastrioti         | SRB        |
| Vistal Łączpol Gdynia | POL        |
| HC Leipzig            | GER        |
| Levanger HK           | NOR        |
| Izmir BSB SK          | TUR        |

| Klub                           | Nemzetiség |
| ------------------------------ | ---------- |
| Üsküdar BSK                    | TUR        |
| AC Latsia Kentriki Asfalistiki | CYP        |
| HK Zvezda Zvenyigorod          | RUS        |
| ZORK Jagodnia                  | SRB        |
| HC Veselí nad Moravou          | CZE        |
| RK Žito Prilep                 | MKD        |
| Haradnyicsanka                 | BLR        |
| LC Brühl Handball              | SUI        |

## Eredmények
| 1. csapat                   | Össz. | 2. csapat                      | 1. mérk. | 2. mérk. |
| --------------------------- | ----- | ------------------------------ | -------- | -------- |
| ASZ Ormí Lux Pátra          | 62–50 | LK Zug Handball                | 34–24    | 28–26    |
| Fram Reykjavík              | 48–60 | Alcoa FKC                      | 22–31    | 26–29    |
| FTC-Rail Cargo Hungaria     | 95–41 | Union Korneuburg               | 51–18    | 44–23    |
| HC Sassari                  | 56–77 | IUVENTA Michalovce             | 27–37    | 29–40    |
| MizuWaAi Dalfsen            | 71–44 | OFN Ionias                     | 38–28    | 33–16    |
| HRK Katarina Mostar         | 32–71 | Toulon St-Cyr Var Handball     | 16–28    | 16–43    |
| ZRK Krka Novo Mesto         | 47–63 | BM Mar Sagunto                 | 23–30    | 24–33    |
| Gil Eanes Lagos             | 36–42 | Westfriesland SEW              | 17–22    | 19–20    |
| Madeira Andebol SAD         | 44–59 | Rosztov Don                    | 28–31    | 16–28    |
| HC Oţelul Galaţi            | 84–35 | KHF Kastrioti                  | 45–14    | 39–21    |
| Vistal Łączpol Gdynia       | 51–52 | HC Leipzig                     | 25–28    | 26–24    |
| Levanger HK                 | 69–35 | Izmir BSB SK                   | 35–18    | 34–17    |
| Üsküdar BSK                 | 73–50 | AC Latsia Kentriki Asfalistiki | 40–27    | 33–23    |
| HK Zvezda Zvenyigorod       | 60–55 | ZORK Jagodnia                  | 31–21    | 29–34    |
| HC Veselí nad Moravou (ig.) | 42–42 | RK Žito Prilep                 | 24–17    | 18–28    |
| Haradnyicsanka              | 63–54 | LC Brühl Handball              | 36–30    | 27–24    |

| 2011. október 1. 19:00 | ASZ Ormí Lux Pátra | 34 – 24     | LK Zug Handball | Pátra Nézőszám: 200 Játékvezetők: Scevola, Alperan (olaszok) |
| 2011. október 1. 19:00 | Stankutė 9         | (19 – 12)   | Hasler-Petrig 8 | Pátra Nézőszám: 200 Játékvezetők: Scevola, Alperan (olaszok) |
| 2011. október 1. 19:00 | 3× 3×              | Jegyzőkönyv | 3× 3×           | Pátra Nézőszám: 200 Játékvezetők: Scevola, Alperan (olaszok) |

| 2011. október 2. 17:30 | LK Zug Handball | 26 – 28     | ASZ Ormí Lux Pátra       | Pátra Nézőszám: 100 Játékvezetők: Scevola, Alperan (olaszok) |
| 2011. október 2. 17:30 | Hasler-Petrig 9 | (17 – 13)   | Niparaviciene, Stratou 6 | Pátra Nézőszám: 100 Játékvezetők: Scevola, Alperan (olaszok) |
| 2011. október 2. 17:30 | 4× 3×           | Jegyzőkönyv | 5× 3× 1×                 | Pátra Nézőszám: 100 Játékvezetők: Scevola, Alperan (olaszok) |

| 2011. október 8. 18:00 | Fram Reykjavík  | 22 – 31     | Alcoa FKC   | Székesfehérvár Nézőszám: 900 Játékvezetők: Amar Konjicanin, Dino Konjicanin (bosnyákok) |
| 2011. október 8. 18:00 | Gunnarsdóttír 6 | (11 – 19)   | Trishcsuk 9 | Székesfehérvár Nézőszám: 900 Játékvezetők: Amar Konjicanin, Dino Konjicanin (bosnyákok) |
| 2011. október 8. 18:00 | 4× 2×           | Jegyzőkönyv | 4× 3×       | Székesfehérvár Nézőszám: 900 Játékvezetők: Amar Konjicanin, Dino Konjicanin (bosnyákok) |

| 2011. október 9. 18:00 | Alcoa FKC    | 29 – 26     | Fram Reykjavík   | Székesfehérvár Nézőszám: 550 Játékvezetők: Amar Konjicanin, Dino Konjicanin (bosnyákok) |
| 2011. október 9. 18:00 | Trishcsuk 10 | (13 – 15)   | Gunnarsdóttír 10 | Székesfehérvár Nézőszám: 550 Játékvezetők: Amar Konjicanin, Dino Konjicanin (bosnyákok) |
| 2011. október 9. 18:00 | 2× 3×        | Jegyzőkönyv | 5× 3×            | Székesfehérvár Nézőszám: 550 Játékvezetők: Amar Konjicanin, Dino Konjicanin (bosnyákok) |

| 2011. október 1. 18:00 | FTC-Rail Cargo Hungaria | 51 – 18     | Union Korneuburg | Budapest Nézőszám: 600 Játékvezetők: Igor Covalciuc, Alexei Covalciuc (moldávok) |
| 2011. október 1. 18:00 | Kovacsicz 14            | (28 – 12)   | Rath 9           | Budapest Nézőszám: 600 Játékvezetők: Igor Covalciuc, Alexei Covalciuc (moldávok) |
| 2011. október 1. 18:00 | 4× 3×                   | Jegyzőkönyv | 2× 2×            | Budapest Nézőszám: 600 Játékvezetők: Igor Covalciuc, Alexei Covalciuc (moldávok) |

| 2011. október 8. 18:00 | Union Korneuburg | 23 – 44     | FTC-Rail Cargo Hungaria | Korneuburg Nézőszám: 400 Játékvezetők: Sager, Styger (svájciak) |
| 2011. október 8. 18:00 | Rath 6           | (10 – 19)   | Szucsánszki 8           | Korneuburg Nézőszám: 400 Játékvezetők: Sager, Styger (svájciak) |
| 2011. október 8. 18:00 | 1× 3×            | Jegyzőkönyv | 3× 3×                   | Korneuburg Nézőszám: 400 Játékvezetők: Sager, Styger (svájciak) |

| 2011. szeptember 30. 17:30 | HC Sassari  | 27 – 37     | IUVENTA Michalovce | Nagymihály Nézőszám: 600 Játékvezetők: Boričić, Marković (szerbek) |
| 2011. szeptember 30. 17:30 | Chernova 10 | (14 – 17)   | Tobiášová 9        | Nagymihály Nézőszám: 600 Játékvezetők: Boričić, Marković (szerbek) |
| 2011. szeptember 30. 17:30 | 3× 3×       | Jegyzőkönyv | 5× 3× 1×           | Nagymihály Nézőszám: 600 Játékvezetők: Boričić, Marković (szerbek) |

| 2011. október 1. 17:30 | IUVENTA Michalovce | 40 – 29     | HC Sassari | Nagymihály Nézőszám: 800 Játékvezetők: Boričić, Marković (szerbek) |
| 2011. október 1. 17:30 | Kovaličková 8      | (22 – 12)   | Onnis 6    | Nagymihály Nézőszám: 800 Játékvezetők: Boričić, Marković (szerbek) |
| 2011. október 1. 17:30 | 4× 3×              | Jegyzőkönyv | 5× 3×      | Nagymihály Nézőszám: 800 Játékvezetők: Boričić, Marković (szerbek) |

| 2011. október 1. 18:00 | MizuWaAi Dalfsen | 38 – 28     | OFN Ionias   | Athén Nézőszám: 500 Játékvezetők: Harabagiu, Stănescu (románok) |
| 2011. október 1. 18:00 | Schoenaker 7     | (19 – 14)   | Shlyakhova 9 | Athén Nézőszám: 500 Játékvezetők: Harabagiu, Stănescu (románok) |
| 2011. október 1. 18:00 | 2× 2×            | Jegyzőkönyv | 4× 3×        | Athén Nézőszám: 500 Játékvezetők: Harabagiu, Stănescu (románok) |

| 2011. október 2. 18:00 | OFN Ionias   | 16 – 33     | MizuWaAi Dalfsen | Athén Nézőszám: 300 Játékvezetők: Harabagiu, Stănescu (románok) |
| 2011. október 2. 18:00 | Shlyakhova 7 | (7 – 14)    | Schutte 6        | Athén Nézőszám: 300 Játékvezetők: Harabagiu, Stănescu (románok) |
| 2011. október 2. 18:00 | 5× 2× 1×     | Jegyzőkönyv | 3× 2×            | Athén Nézőszám: 300 Játékvezetők: Harabagiu, Stănescu (románok) |

| 2011. október 7. 20:00 | HRK Katarina Mostar         | 16 – 28     | Toulon St-Cyr Var Handball | Le Garde Nézőszám: 800 Játékvezetők: Stokes, Bartlett (skótok) |
| 2011. október 7. 20:00 | Boras, Knezović, Mitrović 3 | (11 – 15)   | Mwasesa 11                 | Le Garde Nézőszám: 800 Játékvezetők: Stokes, Bartlett (skótok) |
| 2011. október 7. 20:00 | 6× 2×                       | Jegyzőkönyv | 3× 3×                      | Le Garde Nézőszám: 800 Játékvezetők: Stokes, Bartlett (skótok) |

| 2011. október 9. 17:00 | Toulon St-Cyr Var Handball | 43 – 16     | HRK Katarina Mostar | Toulon Nézőszám: 1300 Játékvezetők: Stokes, Bartlett (skótok) |
| 2011. október 9. 17:00 | Bredou Gondo, Gnabouyou 8  | (17 – 6)    | Boras, Mikulic 4    | Toulon Nézőszám: 1300 Játékvezetők: Stokes, Bartlett (skótok) |
| 2011. október 9. 17:00 | 3× 3×                      | Jegyzőkönyv | 6× 3×               | Toulon Nézőszám: 1300 Játékvezetők: Stokes, Bartlett (skótok) |

| 2011. szeptember 30. 19:00 | ZRK Krka Novo Mesto | 23 – 30     | BM Mar Sagunto | Valencia Nézőszám: 300 Játékvezetők: Riga, Thomassen (belgák) |
| 2011. szeptember 30. 19:00 | Ackar 9             | (14 – 13)   | Jiménez 10     | Valencia Nézőszám: 300 Játékvezetők: Riga, Thomassen (belgák) |
| 2011. szeptember 30. 19:00 | 10× 3× 2×           | Jegyzőkönyv | 4× 2×          | Valencia Nézőszám: 300 Játékvezetők: Riga, Thomassen (belgák) |

| 2011. október 1. 19:00 | BM Mar Sagunto | 33 – 24     | ZRK Krka Novo Mesto | Valencia Nézőszám: 300 Játékvezetők: Riga, Thomassen (belgák) |
| 2011. október 1. 19:00 | Jiménez 7      | (19 – 13)   | Okleščen 9          | Valencia Nézőszám: 300 Játékvezetők: Riga, Thomassen (belgák) |
| 2011. október 1. 19:00 | 3× 3×          | Jegyzőkönyv | 6× 3×               | Valencia Nézőszám: 300 Játékvezetők: Riga, Thomassen (belgák) |

| 2011. október 1. 19:00 | Gil Eanes-Lagos | 17 – 22     | Westfriesland SEW | Lagos Nézőszám: 0 Játékvezetők: Karlubik, Struhar (szlovákok) |
| 2011. október 1. 19:00 | Lopes 6         | (11 – 7)    | Deen 5            | Lagos Nézőszám: 0 Játékvezetők: Karlubik, Struhar (szlovákok) |
| 2011. október 1. 19:00 | 2× 3×           | Jegyzőkönyv | 5× 3×             | Lagos Nézőszám: 0 Játékvezetők: Karlubik, Struhar (szlovákok) |

| 2011. október 8. 18:00 | Westfriesland SEW | 20 – 19     | Gil Eanes-Lagos | VX Wognum Nézőszám: 500 Játékvezetők: Kijauskaite, Zaliene (litvánok) |
| 2011. október 8. 18:00 | Bouwer, Wenker 6  | (9 – 10)    | Lopes 9         | VX Wognum Nézőszám: 500 Játékvezetők: Kijauskaite, Zaliene (litvánok) |
| 2011. október 8. 18:00 | 2× 3×             | Jegyzőkönyv | 2× 3×           | VX Wognum Nézőszám: 500 Játékvezetők: Kijauskaite, Zaliene (litvánok) |

| 2011. október 1. 16:00 | Madeira Andebol SAD | 28 – 31     | Rosztov Don | Funchal Nézőszám: 400 Játékvezetők: Bounouara, Sami (franciák) |
| 2011. október 1. 16:00 | Aguiar 6            | (15 – 16)   | Sen 7       | Funchal Nézőszám: 400 Játékvezetők: Bounouara, Sami (franciák) |
| 2011. október 1. 16:00 | 3× 3×               | Jegyzőkönyv | 7× 3×       | Funchal Nézőszám: 400 Játékvezetők: Bounouara, Sami (franciák) |

| 2011. október 8. 17:00 | Rosztov Don | 28 – 16     | Madeira Andebol SAD | Rosztov Nézőszám: 2000 Játékvezetők: Katsikis, Michailidis (görögök) |
| 2011. október 8. 17:00 | Svitanko 7  | (19 – 6)    | Aguiar 4            | Rosztov Nézőszám: 2000 Játékvezetők: Katsikis, Michailidis (görögök) |
| 2011. október 8. 17:00 | 2× 3×       | Jegyzőkönyv | 2×                  | Rosztov Nézőszám: 2000 Játékvezetők: Katsikis, Michailidis (görögök) |

| 2011. október 8. 11:00 | HC Oţelul Galaţi | 45 – 14     | KHF Kastrioti | Galac Nézőszám: 700 Játékvezetők: Nabokau, Kulik (fehéroroszok) |
| 2011. október 8. 11:00 | Tudor 10         | (21 – 7)    | Xhemaili 4    | Galac Nézőszám: 700 Játékvezetők: Nabokau, Kulik (fehéroroszok) |
| 2011. október 8. 11:00 | 2× 3×            | Jegyzőkönyv | 1× 2×         | Galac Nézőszám: 700 Játékvezetők: Nabokau, Kulik (fehéroroszok) |

| 2011. október 9. 11:00 | KHF Kastrioti | 21 – 39     | HC Oţelul Galaţi | Galac Nézőszám: 300 Játékvezetők: Nabokau, Kulik (fehéroroszok) |
| 2011. október 9. 11:00 | Xhemaili 8    | (11 – 19)   | Artean 11        | Galac Nézőszám: 300 Játékvezetők: Nabokau, Kulik (fehéroroszok) |
| 2011. október 9. 11:00 | 2× 2×         | Jegyzőkönyv | 1× 2×            | Galac Nézőszám: 300 Játékvezetők: Nabokau, Kulik (fehéroroszok) |

| 2011. október 1. 16:00 | Vistal Łączpol Gdynia | 25 – 28     | HC Leipzig | Gdynia Nézőszám: 1000 Játékvezetők: Mykolaitis, Sniurevicius (litvánok) |
| 2011. október 1. 16:00 | Kulwinska, Siódmiak 5 | (11 – 13)   | Lyksborg 7 | Gdynia Nézőszám: 1000 Játékvezetők: Mykolaitis, Sniurevicius (litvánok) |
| 2011. október 1. 16:00 | 1× 1×                 | Jegyzőkönyv | 4× 3×      | Gdynia Nézőszám: 1000 Játékvezetők: Mykolaitis, Sniurevicius (litvánok) |

| 2011. október 9. 15:00 | HC Leipzig     | 24 – 26     | Vistal Łączpol Gdynia | Lipcse Nézőszám: 2500 Játékvezetők: Marić, Mašić (szerbek) |
| 2011. október 9. 15:00 | Lang, Rösler 6 | (16 – 15)   | Glowinska 7           | Lipcse Nézőszám: 2500 Játékvezetők: Marić, Mašić (szerbek) |
| 2011. október 9. 15:00 | 4× 3×          | Jegyzőkönyv | 2× 2×                 | Lipcse Nézőszám: 2500 Játékvezetők: Marić, Mašić (szerbek) |

| 2011. október 1. 17:00 | Levanger HK | 35 – 18     | Izmir BSB SK | Levanger Nézőszám: 600 Játékvezetők: Lillepea, Kull (észtek) |
| 2011. október 1. 17:00 | Andersson 8 | (17 – 8)    | Atalar 5     | Levanger Nézőszám: 600 Játékvezetők: Lillepea, Kull (észtek) |
| 2011. október 1. 17:00 | 3× 2×       | Jegyzőkönyv | 6× 2×        | Levanger Nézőszám: 600 Játékvezetők: Lillepea, Kull (észtek) |

| 2011. október 2. 18:00 | Izmir BSB SK       | 17 – 34     | Levanger HK | Levanger Nézőszám: 700 Játékvezetők: Lillepea, Kull (észtek) |
| 2011. október 2. 18:00 | Atalar, Pirincci 5 | (10 – 17)   | Løken 8     | Levanger Nézőszám: 700 Játékvezetők: Lillepea, Kull (észtek) |
| 2011. október 2. 18:00 | 4× 2× 1×           | Jegyzőkönyv | 3× 3×       | Levanger Nézőszám: 700 Játékvezetők: Lillepea, Kull (észtek) |

| 2011. október 2. 17:00 | Üsküdar BSK     | 40 – 27     | AC Latsia Kentriki Asfalistiki | Isztambul Nézőszám: 500 Játékvezetők: Veber, Pangerc (szlovének) |
| 2011. október 2. 17:00 | Sahin, Yilmaz 5 | (20 – 13)   | Lebelionyte 15                 | Isztambul Nézőszám: 500 Játékvezetők: Veber, Pangerc (szlovének) |
| 2011. október 2. 17:00 | 7× 3× 1×        | Jegyzőkönyv | 1× 3×                          | Isztambul Nézőszám: 500 Játékvezetők: Veber, Pangerc (szlovének) |

| 2011. október 9. 19:00 | AC Latsia Kentriki Asfalistiki | 23 – 33     | Üsküdar BSK  | Nicosia Nézőszám: 400 Játékvezetők: Prastalo, Todorović (bosnyákok) |
| 2011. október 9. 19:00 | Lebelionyte 11                 | (10 – 18)   | Sevgilican 8 | Nicosia Nézőszám: 400 Játékvezetők: Prastalo, Todorović (bosnyákok) |
| 2011. október 9. 19:00 | 1× 2×                          | Jegyzőkönyv | 5× 3× 1×     | Nicosia Nézőszám: 400 Játékvezetők: Prastalo, Todorović (bosnyákok) |

| 2011. október 1. 17:00 | HK Zvezda Zvenyigorod | 31 – 21     | ZORK Jagodnia | Zvenyigorod Nézőszám: 900 Játékvezetők: Aliyev, Aghakishiyev (azeriek) |
| 2011. október 1. 17:00 | Kuznyecova 8          | (18 – 7)    | Dmitrović 8   | Zvenyigorod Nézőszám: 900 Játékvezetők: Aliyev, Aghakishiyev (azeriek) |
| 2011. október 1. 17:00 | 2× 3×                 | Jegyzőkönyv | 3× 3×         | Zvenyigorod Nézőszám: 900 Játékvezetők: Aliyev, Aghakishiyev (azeriek) |

| 2011. október 8. 19:00 | ZORK Jagodnia | 34 – 29     | HK Zvezda Zvenyigorod | Jagodina Nézőszám: 1800 Játékvezetők: Cirligeanu, Florescu (románok) |
| 2011. október 8. 19:00 | Janjić 8      | (22 – 15)   | Kuznyecova 9          | Jagodina Nézőszám: 1800 Játékvezetők: Cirligeanu, Florescu (románok) |
| 2011. október 8. 19:00 | 3× 3×         | Jegyzőkönyv | 1× 2×                 | Jagodina Nézőszám: 1800 Játékvezetők: Cirligeanu, Florescu (románok) |

| 2011. október 1. 18:00 | HC Veselí nad Moravou | 24 – 17     | RK Žito Prilep                  | Hodonín Nézőszám: 400 Játékvezetők: Mishchuk, Rozhkov (ukránok) |
| 2011. október 1. 18:00 | Chmelarova 10         | (14 – 10)   | Klikovać, Pavićević, Steriova 4 | Hodonín Nézőszám: 400 Játékvezetők: Mishchuk, Rozhkov (ukránok) |
| 2011. október 1. 18:00 | 2× 2×                 | Jegyzőkönyv | 4× 2×                           | Hodonín Nézőszám: 400 Játékvezetők: Mishchuk, Rozhkov (ukránok) |

| 2011. október 8. 19:00 | RK Žito Prilep | 25 – 18     | HC Veselí nad Moravou | Prilep Nézőszám: 500 Játékvezetők: Năstase, Stancu (románok) |
| 2011. október 8. 19:00 | Pavićević 6    | (13 – 8)    | Flekova 6             | Prilep Nézőszám: 500 Játékvezetők: Năstase, Stancu (románok) |
| 2011. október 8. 19:00 | 5× 3×          | Jegyzőkönyv | 8× 3×                 | Prilep Nézőszám: 500 Játékvezetők: Năstase, Stancu (románok) |

| 2011. október 8. 18:00 | Haradnyicsanka    | 36 – 30     | LC Brühl Handball | Sankt Gallen Nézőszám: 500 Játékvezetők: Mandak, Rudinsky (szlovákok) |
| 2011. október 8. 18:00 | Vaszilevszkaja 12 | (18 – 15)   | Scheffold 8       | Sankt Gallen Nézőszám: 500 Játékvezetők: Mandak, Rudinsky (szlovákok) |
| 2011. október 8. 18:00 | 4× 3×             | Jegyzőkönyv | 3× 2×             | Sankt Gallen Nézőszám: 500 Játékvezetők: Mandak, Rudinsky (szlovákok) |

| 2011. október 9. 17:00 | LC Brühl Handball | 24 – 27     | Haradnyicsanka   | Sankt Gallen Nézőszám: 500 Játékvezetők: Mandak, Rudinsky (szlovákok) |
| 2011. október 9. 17:00 | Scheffold 8       | (11 – 11)   | Vaszilevszkaja 9 | Sankt Gallen Nézőszám: 500 Játékvezetők: Mandak, Rudinsky (szlovákok) |
| 2011. október 9. 17:00 | 5× 2× 1×          | Jegyzőkönyv | 7× 3×            | Sankt Gallen Nézőszám: 500 Játékvezetők: Mandak, Rudinsky (szlovákok) |

## Harmadik kör

### Részt vevő csapatok
| Klub                        | Nemzetiség |
| --------------------------- | ---------- |
| ASZ Ormí Lux Pátra          | GRE        |
| DVSC-Fórum Debrecen         | HUN        |
| Tertens Bergen              | NOR        |
| HK Zvezda Zvenyigorod       | RUS        |
| MKS Zagłębie Lubin          | POL        |
| Britterm Veseli nad Moravou | CZE        |

| Klub             | Nemzetiség |
| ---------------- | ---------- |
| HC Oţelul Galaţi | ROM        |
| ŽRK Metalurg     | MKD        |
| BM Mar Sagunto   | ESP        |
| Haradnyicsanka   | BLR        |
| MizuWaAi Dalfsen | NED        |
| RK Zaječar       | SRB        |

| Klub                       | Nemzetiség |
| -------------------------- | ---------- |
| Alcoa FKC                  | HUN        |
| Üsküdar BSK                | TUR        |
| Toulon St-Cyr Var Handball | FRA        |
| HC Leipzig                 | GER        |
| Westfriesland SEW          | NED        |
| FTC-Rail Cargo Hungaria    | HUN        |

| Klub                  | Nemzetiség |
| --------------------- | ---------- |
| BM Elda Prestigio     | ESP        |
| Rosztov Don           | RUS        |
| U Jolidon Cluj-Napoca | ROM        |
| Levanger HK           | NOR        |
| IUVENTA Michalovce    | SVK        |
| IK Sävehof            | SWE        |

## Eredmények
| 1. csapat                  | Össz. | 2. csapat                   | 1. mérk. | 2. mérk. |
| -------------------------- | ----- | --------------------------- | -------- | -------- |
| ASZ Ormí Lux Pátra         | 53–72 | DVSC-Fórum Debrecen         | 27–31    | 26–41    |
| Tertens Bergen             | 48–62 | HK Zvezda Zvenyigorod       | 23–29    | 25–33    |
| MKS Zagłębie Lubin         | 53–43 | Britterm Veseli nad Moravou | 29–18    | 24–25    |
| HC Oţelul Galaţi           | 53–54 | ŽRK Metalurg                | 30–25    | 23–29    |
| BM Mar Sagunto             | 56–49 | Haradnyicsanka              | 30–28    | 26–21    |
| MizuWaAi Dalfsen           | 46–57 | RK Zaječar                  | 24–27    | 22–30    |
| Alcoa FKC                  | 62–54 | Üsküdar BSK                 | 35–23    | 27–31    |
| Toulon St-Cyr Var Handball | 52–53 | HC Leipzig                  | 31–27    | 21–26    |
| Westfriesland SEW          | 40–72 | FTC-Rail Cargo Hungaria     | 19–34    | 21–38    |
| BM Elda Prestigio          | 45–66 | Rosztov Don                 | 21–32    | 24–34    |
| U Jolidon Cluj-Napoca      | 59–40 | Levanger HK                 | 27–23    | 32–17    |
| IUVENTA Michalovce         | 57–62 | IK Sävehof                  | 33–37    | 24–25    |

| 2011. november 5. 18:00 | ASZ Ormí Lux Pátra | 27 – 31     | DVSC-Fórum Debrecen | Debrecen Nézőszám: 700 Játékvezetők: Liachovicius, Gecevičius (litvánok) |
| 2011. november 5. 18:00 | Stankutė 8         | (10 – 18)   | Kazai 7             | Debrecen Nézőszám: 700 Játékvezetők: Liachovicius, Gecevičius (litvánok) |
| 2011. november 5. 18:00 | 1× 2×              | Jegyzőkönyv | 5× 3×               | Debrecen Nézőszám: 700 Játékvezetők: Liachovicius, Gecevičius (litvánok) |

| 2011. november 6. 16:00 | DVSC-Fórum Debrecen | 41 – 26     | ASZ Ormí Lux Pátra | Debrecen Nézőszám: 500 Játékvezetők: Liachovicius, Gecevičius (litvánok) |
| 2011. november 6. 16:00 | Kazai 8             | (20 – 10)   | Stankutė 7         | Debrecen Nézőszám: 500 Játékvezetők: Liachovicius, Gecevičius (litvánok) |
| 2011. november 6. 16:00 | 4× 3× 1×            | Jegyzőkönyv | 2× 2×              | Debrecen Nézőszám: 500 Játékvezetők: Liachovicius, Gecevičius (litvánok) |

| 2011. november 4. 18:00 | Tertnes Bergen | 23 – 29     | HK Zvezda Zvenyigorod | Zvenyigorod Nézőszám: 1000 Játékvezetők: Katsikis, Michailidis (görögök) |
| 2011. november 4. 18:00 | Reinkind 9     | (11 – 11)   | Kuznyecova 6          | Zvenyigorod Nézőszám: 1000 Játékvezetők: Katsikis, Michailidis (görögök) |
| 2011. november 4. 18:00 | 1× 2×          | Jegyzőkönyv | 3× 2×                 | Zvenyigorod Nézőszám: 1000 Játékvezetők: Katsikis, Michailidis (görögök) |

| 2011. november 6. 18:00 | HK Zvezda Zvenyigorod | 33 – 25     | Tertnes Bergen | Zvenyigorod Nézőszám: 900 Játékvezetők: Katsikis, Michailidis (görögök) |
| 2011. november 6. 18:00 | Dronyina 7            | (15 – 9)    | Reinkind 7     | Zvenyigorod Nézőszám: 900 Játékvezetők: Katsikis, Michailidis (görögök) |
| 2011. november 6. 18:00 | 5× 3×                 | Jegyzőkönyv | 2×             | Zvenyigorod Nézőszám: 900 Játékvezetők: Katsikis, Michailidis (görögök) |

| 2011. november 6. 17:30 | MKS Zagłębie Lubin | 29 – 18     | Britterm Veseli nad Moravou | Lubin Nézőszám: 300 Játékvezetők: Harabagiu, Stănescu (románok) |
| 2011. november 6. 17:30 | Byzdra 7           | (15 – 8)    | Drotárová 6                 | Lubin Nézőszám: 300 Játékvezetők: Harabagiu, Stănescu (románok) |
| 2011. november 6. 17:30 | 3× 2×              | Jegyzőkönyv | 6× 3×                       | Lubin Nézőszám: 300 Játékvezetők: Harabagiu, Stănescu (románok) |

| 2011. november 12. 17:00 | Britterm Veseli nad Moravou | 25 – 24     | MKS Zagłębie Lubin | Veselí nad Moravou Nézőszám: 400 Játékvezetők: Péch, Vágvölgyi (magyarok) |
| 2011. november 12. 17:00 | Koci 7                      | (11 – 14)   | Obrusiewicz 7      | Veselí nad Moravou Nézőszám: 400 Játékvezetők: Péch, Vágvölgyi (magyarok) |
| 2011. november 12. 17:00 | 3× 3×                       | Jegyzőkönyv | 3× 3×              | Veselí nad Moravou Nézőszám: 400 Játékvezetők: Péch, Vágvölgyi (magyarok) |

| 2011. november 5. 11:00 | HC Oţelul Galaţi | 30 – 25     | ŽRK Metalurg | Galac Nézőszám: 600 Játékvezetők: Kavesnyikov, Plotnyikov (oroszok) |
| 2011. november 5. 11:00 | Horje 16         | (14 – 13)   | Bajramoska 8 | Galac Nézőszám: 600 Játékvezetők: Kavesnyikov, Plotnyikov (oroszok) |
| 2011. november 5. 11:00 | 3× 3×            | Jegyzőkönyv | 4× 3×        | Galac Nézőszám: 600 Játékvezetők: Kavesnyikov, Plotnyikov (oroszok) |

| 2011. november 12. 18:00 | ŽRK Metalurg | 29 – 23     | HC Oţelul Galaţi | Szkopje Nézőszám: 800 Játékvezetők: Bonifert, Oláh (magyarok) |
| 2011. november 12. 18:00 | Bajramoska 5 | (15 – 11)   | Horje 9          | Szkopje Nézőszám: 800 Játékvezetők: Bonifert, Oláh (magyarok) |
| 2011. november 12. 18:00 | 6× 3× 1×     | Jegyzőkönyv | 7× 3× 1×         | Szkopje Nézőszám: 800 Játékvezetők: Bonifert, Oláh (magyarok) |

| 2011. november 5. 18:30 | BM Mar Sagunto    | 30 – 28     | Haradnyicsanka | Valencia Nézőszám: 350 Játékvezetők: Veber, Pangerc (szlovénok) |
| 2011. november 5. 18:30 | Alonso Jiménez 11 | (14 – 12)   | Vasileuskaya 8 | Valencia Nézőszám: 350 Játékvezetők: Veber, Pangerc (szlovénok) |
| 2011. november 5. 18:30 | 2× 2×             | Jegyzőkönyv | 5× 3× 1×       | Valencia Nézőszám: 350 Játékvezetők: Veber, Pangerc (szlovénok) |

| 2011. november 12. 17:00 | Haradnyicsanka                       | 21 – 26     | BM Mar Sagunto                               | Hrodna Nézőszám: 500 Játékvezetők: Malasinskas, Grigalionis (litvánok) |
| 2011. november 12. 17:00 | Vasileuskaya, Platanovics, Kotsina 4 | (9 – 13)    | Alonso Jiménez, Fernández, Fernández Fraga 5 | Hrodna Nézőszám: 500 Játékvezetők: Malasinskas, Grigalionis (litvánok) |
| 2011. november 12. 17:00 | 2× 3×                                | Jegyzőkönyv | 3× 2×                                        | Hrodna Nézőszám: 500 Játékvezetők: Malasinskas, Grigalionis (litvánok) |

| 2011. november 11. 19:00 | MizuWaAi Dalfsen | 24 – 27     | RK Zaječar                | Zaječar Nézőszám: 2300 Játékvezetők: Jaskins, Zabko (lettek) |
| 2011. november 11. 19:00 | Smits 9          | (16 – 15)   | Erić, Peraica, Vučković 5 | Zaječar Nézőszám: 2300 Játékvezetők: Jaskins, Zabko (lettek) |
| 2011. november 11. 19:00 | 1× 2×            | Jegyzőkönyv | 3× 2×                     | Zaječar Nézőszám: 2300 Játékvezetők: Jaskins, Zabko (lettek) |

| 2011. november 12. 19:00 | RK Zaječar | 30 – 22     | MizuWaAi Dalfsen | Zaječar Nézőszám: 2200 Játékvezetők: Jaskins, Zabko (lettek) |
| 2011. november 12. 19:00 | Erić 5     | (14 – 11)   | Malestein 5      | Zaječar Nézőszám: 2200 Játékvezetők: Jaskins, Zabko (lettek) |
| 2011. november 12. 19:00 | 1× 2×      | Jegyzőkönyv | 1× 2×            | Zaječar Nézőszám: 2200 Játékvezetők: Jaskins, Zabko (lettek) |

| 2011. november 5. 20:00 | Alcoa FKC   | 35 – 23     | Üsküdar BSK | Székesfehérvár Nézőszám: 700 Játékvezetők: Krkacev, Kolevski (macedónok) |
| 2011. november 5. 20:00 | Tilinger 10 | (16 – 13)   | Şahin 6     | Székesfehérvár Nézőszám: 700 Játékvezetők: Krkacev, Kolevski (macedónok) |
| 2011. november 5. 20:00 | 5× 3×       | Jegyzőkönyv | 7× 3× 1×    | Székesfehérvár Nézőszám: 700 Játékvezetők: Krkacev, Kolevski (macedónok) |

| 2011. november 13. 17:00 | Üsküdar BSK | 31 – 27     | Alcoa FKC  | Isztambul Nézőszám: 250 Játékvezetők: Vešović, Mitrović (montenegróiak) |
| 2011. november 13. 17:00 | Yilmaz 9    | (15 – 12)   | Tilinger 8 | Isztambul Nézőszám: 250 Játékvezetők: Vešović, Mitrović (montenegróiak) |
| 2011. november 13. 17:00 | 5× 3×       | Jegyzőkönyv | 6× 3×      | Isztambul Nézőszám: 250 Játékvezetők: Vešović, Mitrović (montenegróiak) |

| 2011. november 6. 17:00 | Toulon St-Cyr Var Handball | 31 – 27     | HC Leipzig | Saint Raphael Nézőszám: 500 Játékvezetők: Lythje, Christiansen (dánok) |
| 2011. november 6. 17:00 | Mwasesa 11                 | (15 – 13)   | Lang 7     | Saint Raphael Nézőszám: 500 Játékvezetők: Lythje, Christiansen (dánok) |
| 2011. november 6. 17:00 | 1× 2×                      | Jegyzőkönyv | 4× 3×      | Saint Raphael Nézőszám: 500 Játékvezetők: Lythje, Christiansen (dánok) |

| 2011. november 13. 15:30 | HC Leipzig | 26 – 21     | Toulon St-Cyr Var Handball | Lipcse Nézőszám: 3000 Játékvezetők: Mandak, Rudinsky (szlovákok) |
| 2011. november 13. 15:30 | Visser 8   | (12 – 8)    | Mwasesa 7                  | Lipcse Nézőszám: 3000 Játékvezetők: Mandak, Rudinsky (szlovákok) |
| 2011. november 13. 15:30 | 4× 3×      | Jegyzőkönyv | 4× 3×                      | Lipcse Nézőszám: 3000 Játékvezetők: Mandak, Rudinsky (szlovákok) |

| 2011. november 5. 18:00 | Westfriesland SEW | 19 – 34     | FTC-Rail Cargo Hungaria | VX Wognum Nézőszám: 550 Játékvezetők: Daniel Accoto Martins, Roberto Accoto Martins (portugálok) |
| 2011. november 5. 18:00 | Kamp, Wenker 4    | (11 – 18)   | Szucsánszki 10          | VX Wognum Nézőszám: 550 Játékvezetők: Daniel Accoto Martins, Roberto Accoto Martins (portugálok) |
| 2011. november 5. 18:00 | 6× 3×             | Jegyzőkönyv | 6× 3×                   | VX Wognum Nézőszám: 550 Játékvezetők: Daniel Accoto Martins, Roberto Accoto Martins (portugálok) |

| 2011. november 13. 18:00 | FTC-Rail Cargo Hungaria | 38 – 21     | Westfriesland SEW | Budapest Nézőszám: 800 Játékvezetők: Miscsuk, Rozskov (ukránok) |
| 2011. november 13. 18:00 | Živković 7              | (20 – 13)   | Bouwer 7          | Budapest Nézőszám: 800 Játékvezetők: Miscsuk, Rozskov (ukránok) |
| 2011. november 13. 18:00 | 2× 3×                   | Jegyzőkönyv | 6× 3×             | Budapest Nézőszám: 800 Játékvezetők: Miscsuk, Rozskov (ukránok) |

| 2011. november 12. 17:00 | BM Elda Prestigio | 21 – 32     | Rosztov Don | Rosztov Nézőszám: 2000 Játékvezetők: Amar Konjicanin, Dino Konjicanin (bosnyákok) |
| 2011. november 12. 17:00 | Aguado 6          | (10 – 14)   | Jarceva 6   | Rosztov Nézőszám: 2000 Játékvezetők: Amar Konjicanin, Dino Konjicanin (bosnyákok) |
| 2011. november 12. 17:00 | 1× 2×             | Jegyzőkönyv | 6× 3×       | Rosztov Nézőszám: 2000 Játékvezetők: Amar Konjicanin, Dino Konjicanin (bosnyákok) |

| 2011. november 13. 17:00 | Rosztov Don | 34 – 24     | BM Elda Prestigio | Rosztov Nézőszám: 2000 Játékvezetők: Amar Konjicanin, Dino Konjicanin (bosnyákok) |
| 2011. november 13. 17:00 | Jarceva 9   | (15 – 11)   | Said Mohamed 6    | Rosztov Nézőszám: 2000 Játékvezetők: Amar Konjicanin, Dino Konjicanin (bosnyákok) |
| 2011. november 13. 17:00 | 4× 3×       | Jegyzőkönyv | 2× 3×             | Rosztov Nézőszám: 2000 Játékvezetők: Amar Konjicanin, Dino Konjicanin (bosnyákok) |

| 2011. november 12. 15:00 | U Jolidon Cluj-Napoca | 27 – 23     | Levanger HK  | Kolozsvár Nézőszám: 1500 Játékvezetők: Mitrevski, Todorovski (macedónok) |
| 2011. november 12. 15:00 | Tivadar 8             | (15 – 11)   | Pekarskyte 7 | Kolozsvár Nézőszám: 1500 Játékvezetők: Mitrevski, Todorovski (macedónok) |
| 2011. november 12. 15:00 | 1× 3×                 | Jegyzőkönyv | 3× 3×        | Kolozsvár Nézőszám: 1500 Játékvezetők: Mitrevski, Todorovski (macedónok) |

| 2011. november 13. 16:30 | Levanger HK  | 17 – 32     | U Jolidon Cluj-Napoca | Kolozsvár Nézőszám: 1400 Játékvezetők: Mitrevski, Todorovski (macedónok) |
| 2011. november 13. 16:30 | Pekarskyte 4 | (8 – 15)    | Stoian 6              | Kolozsvár Nézőszám: 1400 Játékvezetők: Mitrevski, Todorovski (macedónok) |
| 2011. november 13. 16:30 | 3× 3×        | Jegyzőkönyv | 3× 3×                 | Kolozsvár Nézőszám: 1400 Játékvezetők: Mitrevski, Todorovski (macedónok) |

| 2011. november 5. 15:00 | IUVENTA Michalovce      | 33 – 37     | IK Sävehof     | Portille Nézőszám: 300 Játékvezetők: Baranowski, Lemanowicz (lengyelek) |
| 2011. november 5. 15:00 | Bakhyrieva, Tobiášová 6 | (19 – 20)   | Alm, Roberts 8 | Portille Nézőszám: 300 Játékvezetők: Baranowski, Lemanowicz (lengyelek) |
| 2011. november 5. 15:00 | 4× 3×                   | Jegyzőkönyv | 2× 3×          | Portille Nézőszám: 300 Játékvezetők: Baranowski, Lemanowicz (lengyelek) |

| 2011. november 6. 16:30 | IK Sävehof | 25 – 24     | IUVENTA Michalovce | Portille Nézőszám: 300 Játékvezetők: Baranowski, Lemanowicz (lengyelek) |
| 2011. november 6. 16:30 | Oden 7     | (13 – 15)   | Bakhyrieva 6       | Portille Nézőszám: 300 Játékvezetők: Baranowski, Lemanowicz (lengyelek) |
| 2011. november 6. 16:30 | 2× 3×      | Jegyzőkönyv | 3× 3×              | Portille Nézőszám: 300 Játékvezetők: Baranowski, Lemanowicz (lengyelek) |

## Legjobb 16

### Részt vevő csapatok
| Klub                    | Nemzetiség |
| ----------------------- | ---------- |
| Rosztov Don             | RUS        |
| FTC-Rail Cargo Hungaria | HUN        |
| U Jolidon Cluj-Napoca   | ROM        |
| Dinamo Volgográd        | RUS        |

| Klub                | Nemzetiség |
| ------------------- | ---------- |
| Byåsen IL Trondheim | NOR        |
| MKS Zagłębie Lubin  | POL        |
| HC Leipzig          | GER        |
| ŽRK Metalurg        | MKD        |

| Klub                | Nemzetiség |
| ------------------- | ---------- |
| BM Mar Sagunto      | ESP        |
| DVSC-Fórum Debrecen | HUN        |
| Alcoa FKC           | HUN        |
| RK Zaječar          | SRB        |

| Klub                  | Nemzetiség |
| --------------------- | ---------- |
| Viborg HK             | DEN        |
| IK Sävehof            | SWE        |
| Randers HK            | DEN        |
| HK Zvezda Zvenyigorod | RUS        |

## Eredmények
| 1. csapat             | Össz. | 2. csapat               | 1. mérk. | 2. mérk. |
| --------------------- | ----- | ----------------------- | -------- | -------- |
| Rosztov Don           | 46–54 | FTC-Rail Cargo Hungaria | 23–22    | 23–32    |
| U Jolidon Cluj-Napoca | 55–64 | Dinamo Volgográd        | 24–29    | 31–35    |
| Byåsen IL Trondheim   | 56–46 | MKS Zagłębie Lubin      | 37–23    | 19–23    |
| HC Leipzig            | 48–39 | ŽRK Metalurg            | 25–13    | 23–26    |
| BM Mar Sagunto        | 53–59 | DVSC-Fórum Debrecen     | 25–31    | 28–28    |
| Alcoa FKC             | 41–44 | RK Zaječar              | 24–20    | 17–24    |
| Viborg HK             | 66–54 | IK Sävehof              | 37–26    | 29–28    |
| Randers HK            | 49–55 | HK Zvezda Zvenyigorod   | 26–25    | 23–30    |

| 2012. február 5. 17:00 | Rosztov Don | 23 – 22     | FTC-Rail Cargo Hungaria | Rosztov Nézőszám: 2300 Játékvezetők: Bedrich Frieser, Lukas Frieser (csehek) |
| 2012. február 5. 17:00 | Shymkute 8  | (13 – 8)    | Živković 7              | Rosztov Nézőszám: 2300 Játékvezetők: Bedrich Frieser, Lukas Frieser (csehek) |
| 2012. február 5. 17:00 | 4× 3×       | Jegyzőkönyv | 2× 3×                   | Rosztov Nézőszám: 2300 Játékvezetők: Bedrich Frieser, Lukas Frieser (csehek) |

| 2012. február 11. 18:00 | FTC-Rail Cargo Hungaria | 32 – 23     | Rosztov Don | Budapest Nézőszám: 1200 Játékvezetők: Pavel, Marian State (románok) |
| 2012. február 11. 18:00 | Zácsik 10               | (15 – 11)   | Turej 5     | Budapest Nézőszám: 1200 Játékvezetők: Pavel, Marian State (románok) |
| 2012. február 11. 18:00 | 4× 3×                   | Jegyzőkönyv | 5× 2×       | Budapest Nézőszám: 1200 Játékvezetők: Pavel, Marian State (románok) |

| 2012. február 4. 17:00 | U Jolidon Cluj-Napoca | 24 – 29     | Dinamo Volgográd         | Kolozsvár Nézőszám: 1900 Játékvezetők: Rakytina, Tkacsuk (ukránok) |
| 2012. február 4. 17:00 | Ani Senocico 7        | (11 – 15)   | Kocsetova, Sztyepanova 5 | Kolozsvár Nézőszám: 1900 Játékvezetők: Rakytina, Tkacsuk (ukránok) |
| 2012. február 4. 17:00 | 1× 3×                 | Jegyzőkönyv | 5× 2×                    | Kolozsvár Nézőszám: 1900 Játékvezetők: Rakytina, Tkacsuk (ukránok) |

| 2012. február 11. 14:00 | Dinamo Volgográd | 35 – 31     | U Jolidon Cluj-Napoca    | Volgográd Nézőszám: 1400 Játékvezetők: Malasinskas, Grigalionis (litvánok) |
| 2012. február 11. 14:00 | Khmyrova 11      | (18 – 22)   | Ani Senocico, Chintoan 7 | Volgográd Nézőszám: 1400 Játékvezetők: Malasinskas, Grigalionis (litvánok) |
| 2012. február 11. 14:00 | 4× 3×            | Jegyzőkönyv | 4× 3× 1×                 | Volgográd Nézőszám: 1400 Játékvezetők: Malasinskas, Grigalionis (litvánok) |

| 2012. február 5. 18:00 | Byåsen IL Trondheim | 37 – 23     | MKS Zagłębie Lubin | Trondheim Nézőszám: 950 Játékvezetők: Kavesnyikov, Plotnyikov (oroszok) |
| 2012. február 5. 18:00 | Herrem, Toumi 10    | (20 – 14)   | Obrusiewicz 8      | Trondheim Nézőszám: 950 Játékvezetők: Kavesnyikov, Plotnyikov (oroszok) |
| 2012. február 5. 18:00 | 3× 3×               | Jegyzőkönyv | 5× 2×              | Trondheim Nézőszám: 950 Játékvezetők: Kavesnyikov, Plotnyikov (oroszok) |

| 2012. február 11. 17:00 | MKS Zagłębie Lubin | 23 – 19     | Byåsen IL Trondheim | Lubin Nézőszám: 350 Játékvezetők: Buache, Meyer (svájciak) |
| 2012. február 11. 17:00 | Bader, Zaleczna 6  | (10 – 9)    | Alstad, Tomac 5     | Lubin Nézőszám: 350 Játékvezetők: Buache, Meyer (svájciak) |
| 2012. február 11. 17:00 | 5× 3×              | Jegyzőkönyv | 1× 2×               | Lubin Nézőszám: 350 Játékvezetők: Buache, Meyer (svájciak) |

| 2012. február 5. 15:00 | HC Leipzig            | 25 – 13     | ŽRK Metalurg | Lipcse Nézőszám: 3300 Játékvezetők: Siewert Delle, Engberg (svédek) |
| 2012. február 5. 15:00 | Augsburg, Ommundsen 6 | (10 – 6)    | Krpež 5      | Lipcse Nézőszám: 3300 Játékvezetők: Siewert Delle, Engberg (svédek) |
| 2012. február 5. 15:00 | 2× 2×                 | Jegyzőkönyv | 3× 3×        | Lipcse Nézőszám: 3300 Játékvezetők: Siewert Delle, Engberg (svédek) |

| 2012. február 12. 17:00 | ŽRK Metalurg | 26 – 23     | HC Leipzig | Szkopje Nézőszám: 600 Játékvezetők: Cirligeanu, Florescu (románok) |
| 2012. február 12. 17:00 | Krpež 10     | (10 – 13)   | Kudlacz 9  | Szkopje Nézőszám: 600 Játékvezetők: Cirligeanu, Florescu (románok) |
| 2012. február 12. 17:00 | 2× 3×        | Jegyzőkönyv | 2× 3×      | Szkopje Nézőszám: 600 Játékvezetők: Cirligeanu, Florescu (románok) |

| 2012. február 10. 18:00 | BM Mar Sagunto             | 25 – 31     | DVSC-Fórum Debrecen | Debrecen Nézőszám: 1000 Játékvezetők: Marić, Mašić (szerbek) |
| 2012. február 10. 18:00 | Mateos Escribano Sanchez 8 | (12 – 14)   | Kudor 8             | Debrecen Nézőszám: 1000 Játékvezetők: Marić, Mašić (szerbek) |
| 2012. február 10. 18:00 | 3× 2×                      | Jegyzőkönyv | 4× 3×               | Debrecen Nézőszám: 1000 Játékvezetők: Marić, Mašić (szerbek) |

| 2012. február 12. 18:00 | DVSC-Fórum Debrecen | 28 – 28     | BM Mar Sagunto    | Debrecen Nézőszám: 900 Játékvezetők: Marić, Mašić (szerbek) |
| 2012. február 12. 18:00 | Siska 8             | (14 – 15)   | Alonso Jiménez 14 | Debrecen Nézőszám: 900 Játékvezetők: Marić, Mašić (szerbek) |
| 2012. február 12. 18:00 | 3× 3×               | Jegyzőkönyv | 1× 3×             | Debrecen Nézőszám: 900 Játékvezetők: Marić, Mašić (szerbek) |

| 2012. február 5. 16:00 | Alcoa FKC  | 24 – 20     | RK Zaječar | Székesfehérvár Nézőszám: 1200 Játékvezetők: Mayeuski, Terescsnkov (fehéroroszok) |
| 2012. február 5. 16:00 | Triscsuk 9 | (11 – 6)    | Peraica 7  | Székesfehérvár Nézőszám: 1200 Játékvezetők: Mayeuski, Terescsnkov (fehéroroszok) |
| 2012. február 5. 16:00 | 1× 3×      | Jegyzőkönyv | 3× 3× 1×   | Székesfehérvár Nézőszám: 1200 Játékvezetők: Mayeuski, Terescsnkov (fehéroroszok) |

| 2012. február 11. 19:00 | RK Zaječar        | 24 – 17     | Alcoa FKC  | Zaječar Nézőszám: 2300 Játékvezetők: Mishcsuk, Rozskov (ukránok) |
| 2012. február 11. 19:00 | Mangue Gonzales 6 | (14 – 10)   | Tilinger 7 | Zaječar Nézőszám: 2300 Játékvezetők: Mishcsuk, Rozskov (ukránok) |
| 2012. február 11. 19:00 | 4× 3×             | Jegyzőkönyv | 3× 3×      | Zaječar Nézőszám: 2300 Játékvezetők: Mishcsuk, Rozskov (ukránok) |

| 2012. február 11. 18:15 | Viborg HK                 | 37 – 26     | IK Sävehof  | Viborg Nézőszám: 1700 Játékvezetők: Antić, Jakovljević (szerbek) |
| 2012. február 11. 18:15 | Althaus, Fisker, Larsen 6 | (17 – 14)   | Alm, Oden 6 | Viborg Nézőszám: 1700 Játékvezetők: Antić, Jakovljević (szerbek) |
| 2012. február 11. 18:15 | 2× 3×                     | Jegyzőkönyv | 3× 3×       | Viborg Nézőszám: 1700 Játékvezetők: Antić, Jakovljević (szerbek) |

| 2012. február 5. 15:00 | IK Sävehof | 28 – 29     | Viborg HK | Portille Nézőszám: 1200 Játékvezetők: Crnojević, Radić (horvátok) |
| 2012. február 5. 15:00 | Alm 8      | (11 – 15)   | Jurack 7  | Portille Nézőszám: 1200 Játékvezetők: Crnojević, Radić (horvátok) |
| 2012. február 5. 15:00 | 3× 3×      | Jegyzőkönyv | 1× 2×     | Portille Nézőszám: 1200 Játékvezetők: Crnojević, Radić (horvátok) |

| 2012. február 4. 14:30 | Randers HK | 26 – 25     | HK Zvezda Zvenyigorod | Randers Nézőszám: 1300 Játékvezetők: Cvetko, Kavalar (szlovénok) |
| 2012. február 4. 14:30 | Dalby 11   | (11 – 10)   | Posztnova 9           | Randers Nézőszám: 1300 Játékvezetők: Cvetko, Kavalar (szlovénok) |
| 2012. február 4. 14:30 | 3× 3×      | Jegyzőkönyv | 3× 3×                 | Randers Nézőszám: 1300 Játékvezetők: Cvetko, Kavalar (szlovénok) |

| 2012. február 11. 17:00 | HK Zvezda Zvenyigorod | 30 – 23     | Randers HK | Zvenyigorod Nézőszám: 1000 Játékvezetők: Amar Konjicanin, Dino Konjicanin (bosnyákok) |
| 2012. február 11. 17:00 | Pasičnik 7            | (15 – 15)   | Wörz 7     | Zvenyigorod Nézőszám: 1000 Játékvezetők: Amar Konjicanin, Dino Konjicanin (bosnyákok) |
| 2012. február 11. 17:00 | 4× 3×                 | Jegyzőkönyv | 2× 3×      | Zvenyigorod Nézőszám: 1000 Játékvezetők: Amar Konjicanin, Dino Konjicanin (bosnyákok) |

## Negyeddöntők

### Részt vevő csapatok
| Klub                | Nemzetiség |
| ------------------- | ---------- |
| Byåsen IL Trondheim | NOR        |
| HC Leipzig          | GER        |
| RK Zaječar          | SRB        |
| Dinamo Volgográd    | RUS        |

| Klub                    | Nemzetiség |
| ----------------------- | ---------- |
| FTC-Rail Cargo Hungaria | HUN        |
| HK Zvezda Zvenyigorod   | RUS        |
| Viborg HK               | DEN        |
| DVSC-Fórum Debrecen     | HUN        |

## Eredmények
| 1. csapat               | Össz. | 2. csapat             | 1. mérk. | 2. mérk. |
| ----------------------- | ----- | --------------------- | -------- | -------- |
| Byåsen IL Trondheim     | 48–55 | HC Leipzig            | 28–29    | 20–26    |
| RK Zaječar              | 54–63 | Dinamo Volgográd      | 28–31    | 26–32    |
| FTC-Rail Cargo Hungaria | 67–55 | HK Zvezda Zvenyigorod | 32–24    | 35–31    |
| Viborg HK               | 81–50 | DVSC-Fórum Debrecen   | 42–25    | 39–25    |

| 2012. március 4. 18:00 | Byåsen IL Trondheim | 28 – 29     | HC Leipzig        | Trondheim Nézőszám: 750 Játékvezetők: Rakytina, Tkacsuk (ukránok) |
| 2012. március 4. 18:00 | Alstad 11           | (18 – 19)   | Lang, Ommundsen 6 | Trondheim Nézőszám: 750 Játékvezetők: Rakytina, Tkacsuk (ukránok) |
| 2012. március 4. 18:00 | 3× 3×               | Jegyzőkönyv | 3× 3×             | Trondheim Nézőszám: 750 Játékvezetők: Rakytina, Tkacsuk (ukránok) |

| 2012. március 12. 19:30 | HC Leipzig | 26 – 20     | Byåsen IL Trondheim | Lipcse Nézőszám: 3350 Játékvezetők: Crnojević, Radić (horvátok) |
| 2012. március 12. 19:30 | Visser 7   | (15 – 11)   | Herrem, Nøstvold 4  | Lipcse Nézőszám: 3350 Játékvezetők: Crnojević, Radić (horvátok) |
| 2012. március 12. 19:30 | 3× 2×      | Jegyzőkönyv | 3×                  | Lipcse Nézőszám: 3350 Játékvezetők: Crnojević, Radić (horvátok) |

| 2012. március 3. 19:00 | RK Zaječar | 28 – 31     | Dinamo Volgográd | Zaječar Nézőszám: 2350 Játékvezetők: Katsikis, Michailidis (görögök) |
| 2012. március 3. 19:00 | Mangué 7   | (15 – 15)   | Borscsenko 12    | Zaječar Nézőszám: 2350 Játékvezetők: Katsikis, Michailidis (görögök) |
| 2012. március 3. 19:00 | 4× 3×      | Jegyzőkönyv | 4× 3×            | Zaječar Nézőszám: 2350 Játékvezetők: Katsikis, Michailidis (görögök) |

| 2012. március 10. 14:00 | Dinamo Volgográd | 32 – 26     | RK Zaječar | Volgográd Nézőszám: 1500 Játékvezetők: Brehmer, Skowronek (lengyelek) |
| 2012. március 10. 14:00 | Borscsenko 6     | (13 – 11)   | Peraica 8  | Volgográd Nézőszám: 1500 Játékvezetők: Brehmer, Skowronek (lengyelek) |
| 2012. március 10. 14:00 | 6× 2×            | Jegyzőkönyv | 6× 3×      | Volgográd Nézőszám: 1500 Játékvezetők: Brehmer, Skowronek (lengyelek) |

| 2012. március 3. 20:00 | FTC-Rail Cargo Hungaria | 32 – 24     | HK Zvezda Zvenyigorod | Budapest Nézőszám: 1200 Játékvezetők: Kavulić, Skruzny (szlovákok) |
| 2012. március 3. 20:00 | Kovacsicz 11            | (21 – 11)   | Posztnova 6           | Budapest Nézőszám: 1200 Játékvezetők: Kavulić, Skruzny (szlovákok) |
| 2012. március 3. 20:00 | 5× 2×                   | Jegyzőkönyv | 2× 2×                 | Budapest Nézőszám: 1200 Játékvezetők: Kavulić, Skruzny (szlovákok) |

| 2012. március 10. 17:00 | HK Zvezda Zvenyigorod | 31 – 35     | FTC-Rail Cargo Hungaria | Zvenyigorod Nézőszám: 900 Játékvezetők: Mandak, Rudinsky (szlovákok) |
| 2012. március 10. 17:00 | Posztnova 6           | (14 – 15)   | Szucsánszki 7           | Zvenyigorod Nézőszám: 900 Játékvezetők: Mandak, Rudinsky (szlovákok) |
| 2012. március 10. 17:00 | 2× 3×                 | Jegyzőkönyv | 5× 3×                   | Zvenyigorod Nézőszám: 900 Játékvezetők: Mandak, Rudinsky (szlovákok) |

| 2012. március 4. 15:00 | Viborg HK | 42 – 25     | DVSC-Fórum Debrecen | Viborg Nézőszám: 2500 Játékvezetők: Schaller, Wutzler (németek) |
| 2012. március 4. 15:00 | Jurack 8  | (19 – 13)   | Kudor 4             | Viborg Nézőszám: 2500 Játékvezetők: Schaller, Wutzler (németek) |
| 2012. március 4. 15:00 | 1× 2×     | Jegyzőkönyv | 7× 3×               | Viborg Nézőszám: 2500 Játékvezetők: Schaller, Wutzler (németek) |

| 2012. március 11. 16:00 | DVSC-Fórum Debrecen      | 25 – 39     | Viborg HK  | Debrecen Nézőszám: 1000 Játékvezetők: Leszczyński, Piechota (lengyelek) |
| 2012. március 11. 16:00 | Dakos, Karalyos, Siska 4 | (19 – 13)   | Althaus 10 | Debrecen Nézőszám: 1000 Játékvezetők: Leszczyński, Piechota (lengyelek) |
| 2012. március 11. 16:00 | 5× 3×                    | Jegyzőkönyv | 4× 3×      | Debrecen Nézőszám: 1000 Játékvezetők: Leszczyński, Piechota (lengyelek) |

## Elődöntők

### Részt vevő csapatok
| Klub                    | Nemzetiség |
| ----------------------- | ---------- |
| FTC-Rail Cargo Hungaria | HUN        |
| Dinamo Volgográd        | RUS        |
| HC Leipzig              | GER        |
| Viborg HK               | DEN        |

## Eredmények
| 1. csapat               | Össz. | 2. csapat        | 1. mérk. | 2. mérk. |
| ----------------------- | ----- | ---------------- | -------- | -------- |
| FTC-Rail Cargo Hungaria | 69–64 | Dinamo Volgográd | 34–26    | 35–38    |
| HC Leipzig              | 57–62 | Viborg HK        | 30–29    | 27–33    |

| 2012. március 31. 20:00 | FTC-Rail Cargo Hungaria | 34 – 26     | Dinamo Volgográd    | Dabas Nézőszám: 2500 Játékvezetők: Hakansson, Nilsson (svédek) |
| 2012. március 31. 20:00 | Tomori, Zácsik 8        | (20 – 8)    | Kocsetova, Levina 8 | Dabas Nézőszám: 2500 Játékvezetők: Hakansson, Nilsson (svédek) |
| 2012. március 31. 20:00 | 4× 3×                   | Jegyzőkönyv | 4× 2×               | Dabas Nézőszám: 2500 Játékvezetők: Hakansson, Nilsson (svédek) |

| 2012. április 7. 14:00 | Dinamo Volgográd        | 38 – 35     | FTC-Rail Cargo Hungaria | Volgográd Nézőszám: 1500 Játékvezetők: Leandersson, Lindroos (finnek) |
| 2012. április 7. 14:00 | Borscsenko, Kocsetova 9 | (17 – 18)   | Szucsánszki 9           | Volgográd Nézőszám: 1500 Játékvezetők: Leandersson, Lindroos (finnek) |
| 2012. április 7. 14:00 | 4× 3× 1×                | Jegyzőkönyv | 5× 3×                   | Volgográd Nézőszám: 1500 Játékvezetők: Leandersson, Lindroos (finnek) |

| 2012. április 1. 15:30 | HC Leipzig | 30 – 29     | Viborg HK | Lipcse Nézőszám: 5000 Játékvezetők: Pavel, State (románok) |
| 2012. április 1. 15:30 | Müller 8   | (14 – 15)   | Culdén 9  | Lipcse Nézőszám: 5000 Játékvezetők: Pavel, State (románok) |
| 2012. április 1. 15:30 | 2× 3×      | Jegyzőkönyv | 1× 3×     | Lipcse Nézőszám: 5000 Játékvezetők: Pavel, State (románok) |

| 2012. április 9. 16:50 | Viborg HK | 33 – 27     | HC Leipzig                        | Viborg Nézőszám: 1750 Játékvezetők: Malasinskas, Grigalionis (litvánok) |
| 2012. április 9. 16:50 | Ahlm 7    | (14 – 11)   | Augsburg, Karolina Kudłacz-Gloc 5 | Viborg Nézőszám: 1750 Játékvezetők: Malasinskas, Grigalionis (litvánok) |
| 2012. április 9. 16:50 | 1× 3×     | Jegyzőkönyv | 2× 3×                             | Viborg Nézőszám: 1750 Játékvezetők: Malasinskas, Grigalionis (litvánok) |

## Döntő

### Részt vevő csapatok
| Klub                    | Nemzetiség |
| ----------------------- | ---------- |
| FTC-Rail Cargo Hungaria | HUN        |
| Viborg HK               | DEN        |

## Eredmények
| 1. csapat               | Össz. | 2. csapat | 1. mérk. | 2. mérk. |
| ----------------------- | ----- | --------- | -------- | -------- |
| FTC-Rail Cargo Hungaria | 62–60 | Viborg HK | 31–30    | 31–30    |

| 2012. május 6. 18:30 | FTC-Rail Cargo Hungaria | 31 – 30     | Viborg HK | Dabas Nézőszám: 2500 Játékvezetők: Brehmer, Skowronek (lengyelek) |
| 2012. május 6. 18:30 | Szucsánszki, Tomori 6   | (14 – 12)   | Skov 8    | Dabas Nézőszám: 2500 Játékvezetők: Brehmer, Skowronek (lengyelek) |
| 2012. május 6. 18:30 | 5× 3×                   | Jegyzőkönyv | 4× 3×     | Dabas Nézőszám: 2500 Játékvezetők: Brehmer, Skowronek (lengyelek) |

| 2012. május 13. 18:30 | Viborg HK | 30 – 31     | FTC-Rail Cargo Hungaria  | Viborg Nézőszám: 2500 Játékvezetők: Bonaventura, Bonaventura (franciák) |
| 2012. május 13. 18:30 | Skov 10   | (12 – 15)   | Kovacsicz, Szucsánszki 6 | Viborg Nézőszám: 2500 Játékvezetők: Bonaventura, Bonaventura (franciák) |
| 2012. május 13. 18:30 | 4× 3×     | Jegyzőkönyv | 3× 3×                    | Viborg Nézőszám: 2500 Játékvezetők: Bonaventura, Bonaventura (franciák) |

## Győztes
| A 2011–2012-es női kézilabda kupagyőztesek Európa-kupája győztese |
| ----------------------------------------------------------------- |
| FTC Rail-Cargo 3. cím                                             |